# Södra Ljunga
Södra Ljunga är en småort i Ljungby kommun och kyrkby i Södra Ljunga socken, Småland, cirka 10 km s.ö. om centrala Ljungby. 

## Samhället
Bebyggelsen i Södra Ljunga är samlad kring Södra Ljunga kyrka och längs med ortens genomfartsvägar. Cirka 30 villor finns på orten och cirka 20 marklägenheter. Södra Ljunga har en liten dagligvarubutik och restaurang, samt catering , "KG Valdemars" samt en grundskola (0-6).
I Södra Ljunga finns tre bevarade prästgårdar. Den äldsta är ett envånings timmerhus från 1768. I den prästgården föddes 1776 Pehr Henrik Ling, skald, grundare av Gymnastik- och idrottshögskolan och den svenska gymnastikens fader. Nu kallas denna byggnad för Linggården och där finns ett mindre museum med föremålssamlingar och en utställning kring Lings liv och verksamhet. En stiftelse förvaltar Linggården och dess samlingar. I nära anslutning till Linggården är två minnesmärken resta över P H Ling. Den första minnesstenen i granit 3,5 meter hög restes den 15 november 1876 på hundraårsdagen av hans födelse. År 1939, jämnt hundra år efter Lings bortgång, restes en bronsbyst på en 1,6 meter hög granitsockel med inskriptionen: "Pehr Henrik Ling 1776–1839".
I den näst äldsta prästgården finns sedan många år ett vandrarhem kopplat till Svenska Turistföreningen.

## Kommunikationer
Södra Ljunga har bussförbindelser med Ljungby och Älmhult. 

## Näringsliv
De boende i Södra Ljunga pendlar vanligen till Ljungby. Församlingen har runt 80 arbetstillfällen, störst inom jordbruk och skogsbruk och vård och omsorg. Ett vårdhem finns på orten. 

## Idrott
I Södra Ljunga finns en fotbollsförening och en bordtennisförening.

## Personer från Södra Ljunga
- Pehr Henrik Ling

## Galleri

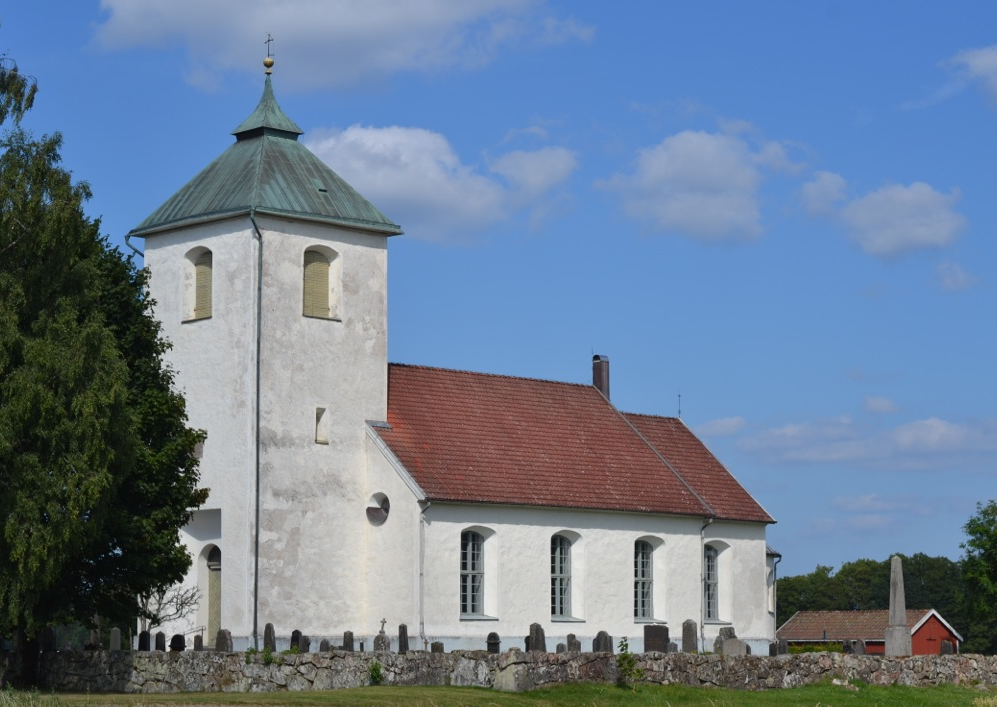
Södra Ljunga kyrka
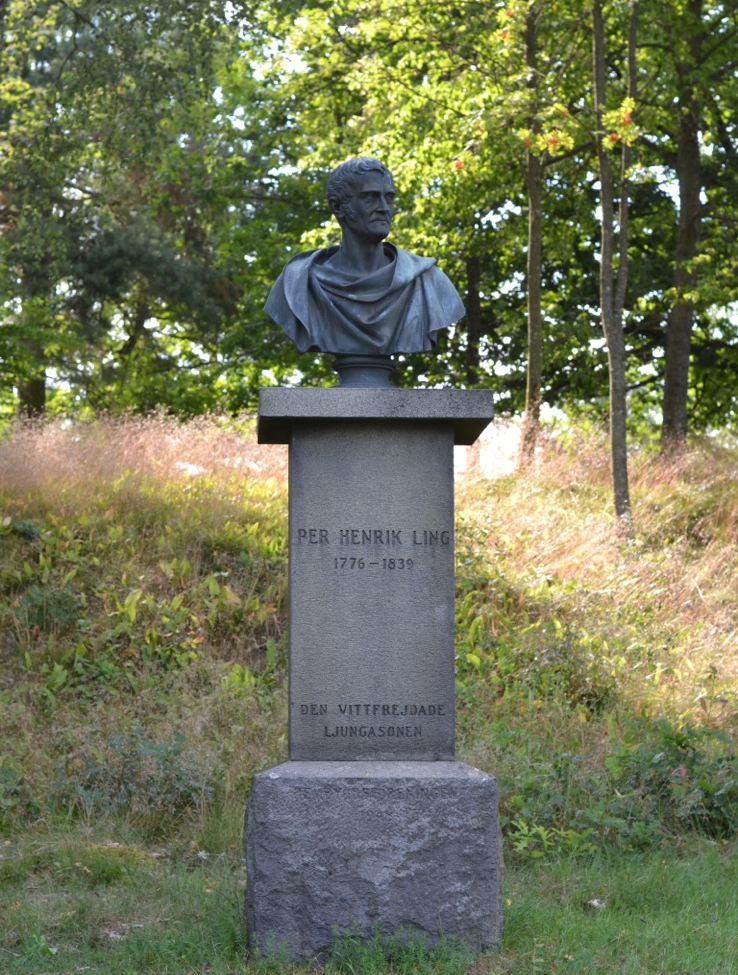
Byst P H Ling
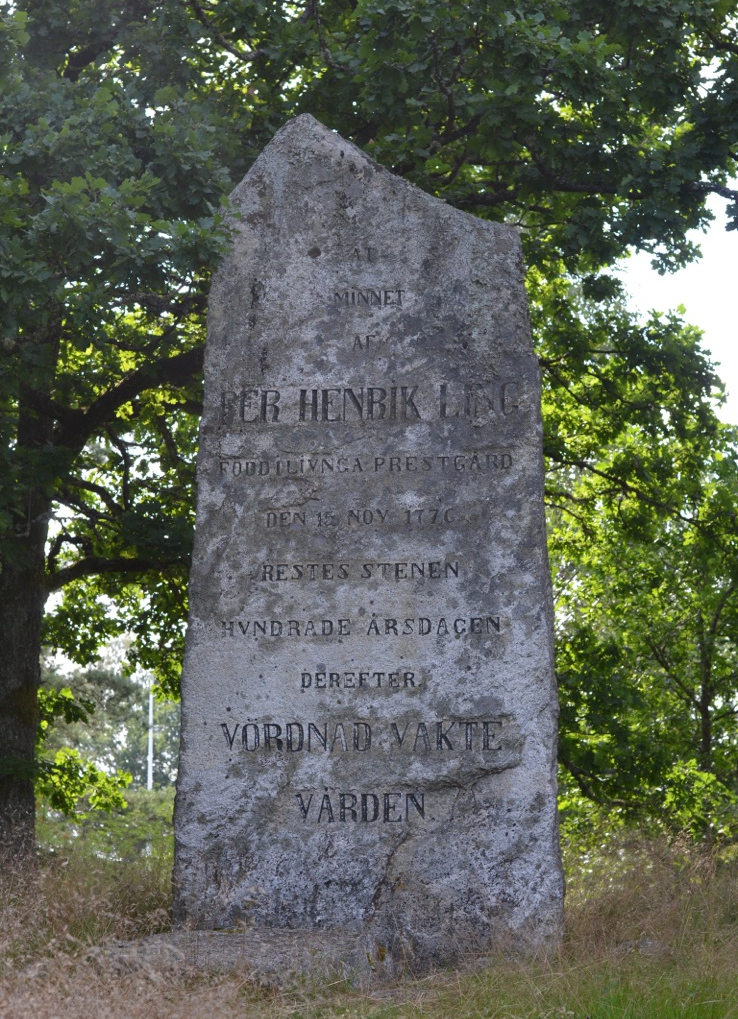
Minnessten P H Ling
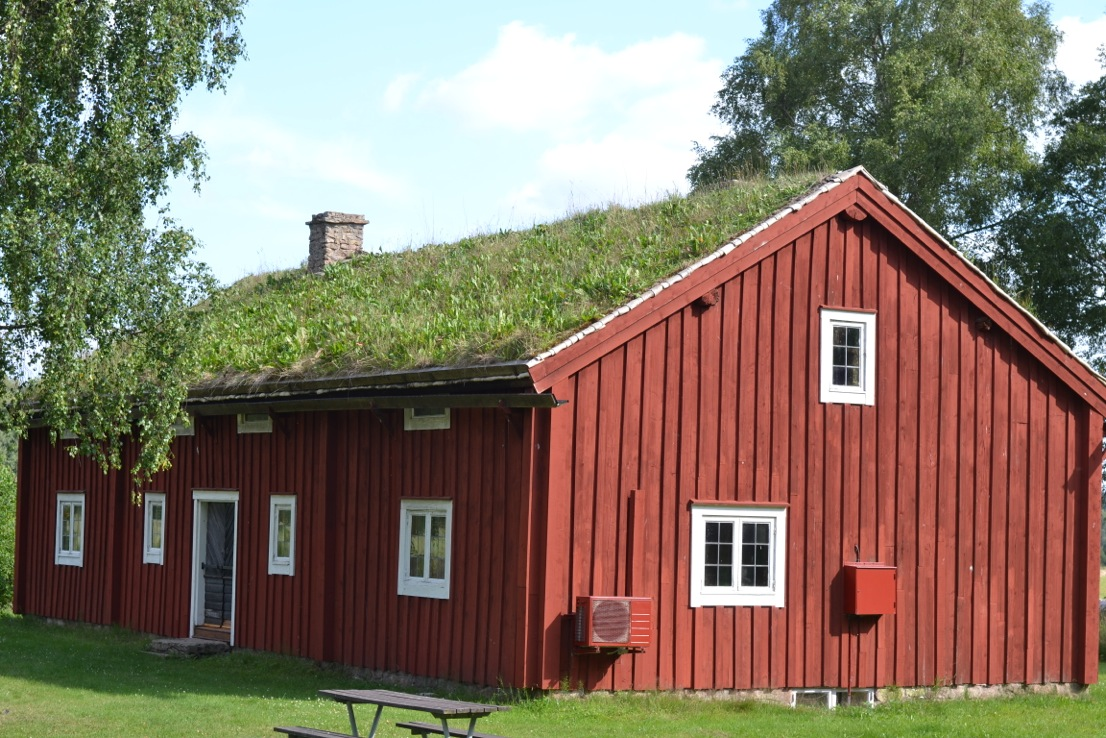
Lingmuseet
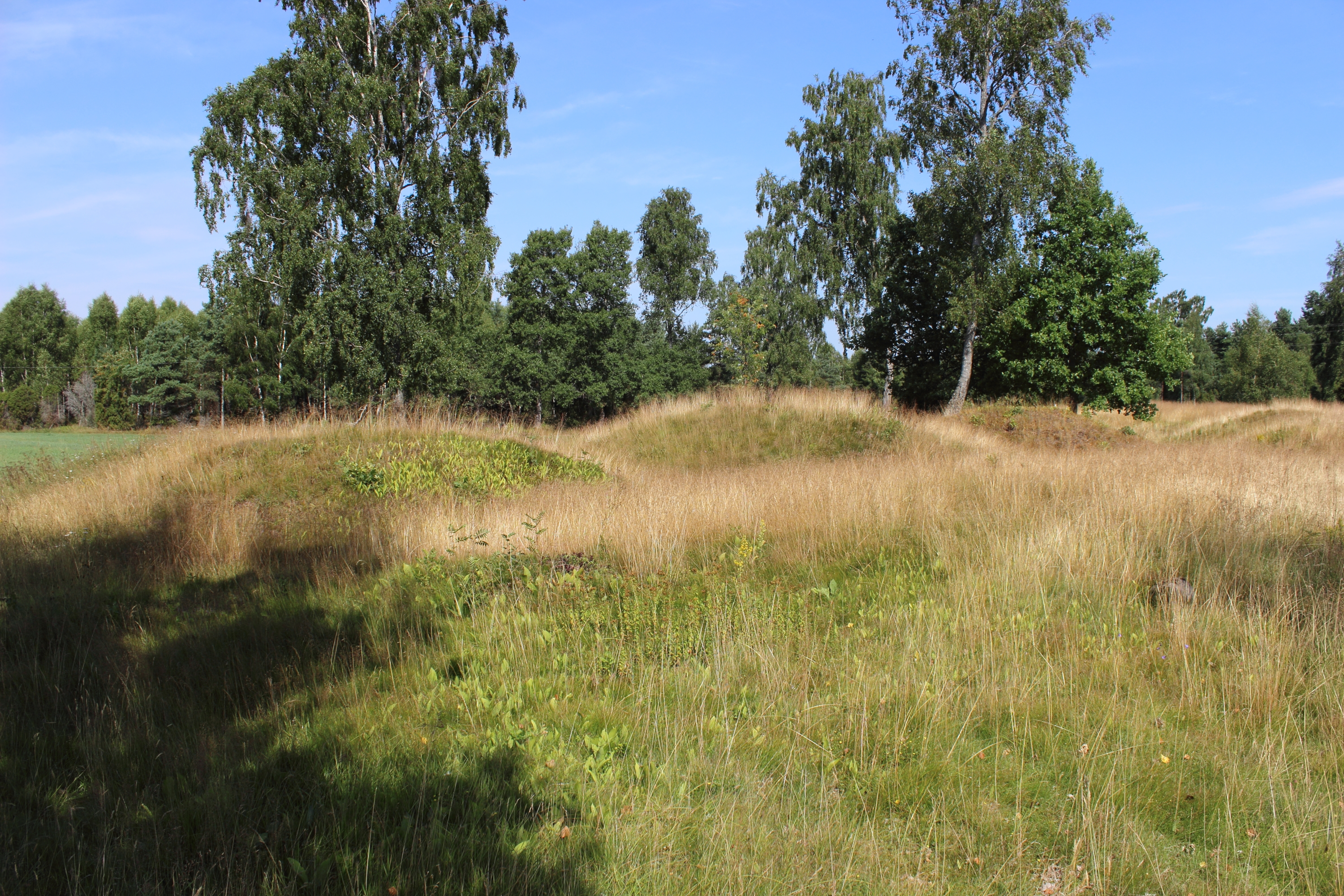
Gravfält